# Панта Тутунџић
Панта Тутунџић (Београд, 15. септембар 1900 — Београд, 21. август 1964) био је српски хемичар, професор и академик САНУ.

## Биографија
Студирао је на Техничкој великој школи у Берлину, где је 1925. године докторирао. Био је професор физичке хемије и електрохемије, Технолошког факултета Унивезитета у Београду, дописни члана САНУ од 1958, а редован од 1961. У периоду од 1955. до 1962. био је председник Српског хемијског друштва.
Научне радове из области теоријске и техничке електрохемије објављивао је у Гласнику хемијског друштва, Zeitschrift für Elektrohemie, Berichte der deutschen cheminschen Gesellschaft, Analytica Chimicakemica Acta, Гласу САН и др.
Био је уредник Гласника Српског хемијског друштва и члан Редакционог одбора Хемијског прегледа, а 1962. године проглашен је за почасног доживотног председника Друштва. Године 1963. изабран је за почасног члана Societe de Chimie Industrielle- Paris.
Најзначајнији резултати, остварени у оквиру електроаналитике, припадају кулометријским титрацијама. Професор Тутунџић дао је оригиналне пионирске доприносе развоју: јодометрије, металометрије, перманганометрије, бихроматометрије, индиректне кулометријске титрације вишекомпонентних система. Објавио је 97 научних радова у часописима у земљи и иностранству, 10 уџбеника, 7 студија, бројне дискусије и чланке, око 900 додатака за енциклопедије, одржао око 70 популарних предавања и око 100 излагања на научним скуповима.
Панта Тутунџић је на основу резултата остварених у области кулометрије изнео пред Интернационалну унију за чисту и примењену хемију (IUPAC) 1956. године у Лисабону предлог да се кулон, јединица електрицитета, као универзални стандард уведе у аналитичкој хемији. На светској изложби у Бриселу 1958.године у Међународном павиљону науке изложен је експонат Панте Тутунџића "Кулон као универзална супстанца у аналитичкој хемији".